# مننیوس آگریپا
مِنِنیوس آگریپا لاناتوس (به لاتین: Menenius Agrippa Lanatus) (متوفی ۴۹۳ ق. م) یک کنسول و سناتور اهل جمهوری روم بود که در سال ۵۰۳ ق.م. با آقای پوبلیوس پستومیوس به کنسولی برگزیده شد. بیشتر شهرت او به‌خاطر نقشش در پایان دادن به بست‌نشینی توده‌های روم در ۴۹۴ ق.م. است که توده‌ها را قانع کرد دست از اعتصاب بردارند و به شهر بازگردند و با اشراف آشتی کنند.

## دوران کنسولی (۵۰۳ ق. م)
او در سال ۵۰۳ ق.م. با آقای پوبلیوس پُستومیوس به کنسولی برگزیده شد. در دوران کنسولی‌اش، پوبلیوس والریوس پوبلیکولا، از بانیان جمهوری، درگذشت. مننیوس در این سال بر سابینان غلبه کرد و یک تریومفوس (جشن پیروزی) در چهارم آوریل به‌مناسبت فتحش برگزار کرد. تیتوس لیویوسمی‌گوید که او سپس قوایش را برضد یکی از دولت‌شهرهای لاتینان به‌نام پومتیا رهنمون کرد که از رومیان بریده و به آورونکیان پیوسته بود. او و همکارش پُستومیوس ابتدا سپاه بزرگ آورونکیان را در هم شکستند و بعد سراغ شهر پومتیا را گرفتند و در جنگی سخت آن را تصرف کردند و باز تریومفوس برگزار کردند. برطبق برخی منابع، مننیوس و همکارش پستومیوس در طول کنسولی‌شان یک سرشماری به انجام رساندند.

## میانجی‌گری میان اشراف و توده‌ها (۴۹۴ ق. م)

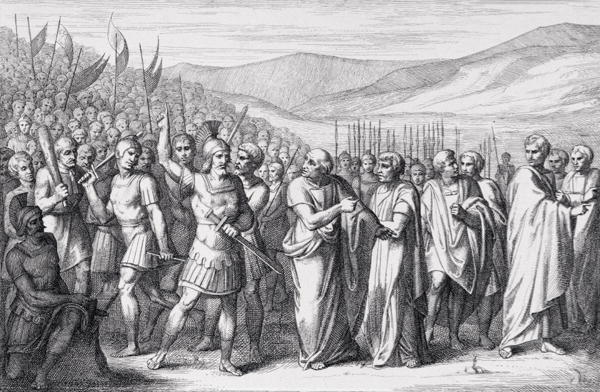
توده‌ها در اعتراض به ظلم و جور اشراف و سناتورها اعتصاب کرده به کوه مقدس رفته بست می‌نشینند.

برطبق نوشته‌های تیتوس لیویوس در کتاب از پیدایش روم، پس از آنکه توده‌های روم در اعتراض به ظلم و زورگویی اشراف شهر و بی‌توجهی دولت به مشکلاتشان دست به اعتصاب زدند و در کوه مقدس بست نشستند، سنای روم (نمایندهٔ اشراف) ترسید که حالا که اوضاع شهر به حالت تعلیق درآمده است، مبادا نیرویی خارجی از این وضعیت سوءاستفاده و بر شهر حمله کند. سناتورها صلاح را در آن دیدند که به‌هر قیمت توده‌ها را با خود و با اشراف آشتی دهند و دولت‌شهر را از این تعطیلی درآورند. پس مننیوس آگریپا را، که سخنوری قابل و مورد اقبال توده‌ها بود، به کوه مقدس فرستادند. مننیوس برای توده‌ها مَثَل زیر را تعریف کرد:
«تصور کنید که تمامی اعضای بدن با همدیگر ناسازگار شوند و هر عضوی برای خودش کار کند و حرف خودش را بزند. آنگاه، دیگر اعضا شکوه می‌کنند که چرا هر مادهٔ غذایی باید مستقیماً به معده‌ای برود که تنها کارش مفت‌خوری از دسترنج بقیهٔ اعضاست. پس اعضای بدن با هم توطئه‌ای می‌چینند: دستان غذایی وارد دهان نمی‌کنند، دهان چیزی را داخل خود نمی‌پذیرد، دندان‌ها نیز غذای دریافتی را نمی‌جَوَند. با این توطئه، معده را با تحمیل گرسنگی منقاد خویش می‌سازند. لیکن براثر این گرسنگی خود اعضا آسیب می‌بینند و کل بدن از کار می‌افتد. آنوقت معلوم می‌شود که مسئولیت معده چندان هم تنبلانه نیست، و این عضو همانقدر که غذا دریافت می‌کند، به دیگر اعضا نیز خون می‌رساند که برای زنده و قوی ماندمان ضروریست.»— تیتوس لیویوس، از پیدایش روم، جلد دوم، گفتار ۳۲
پس او با این مَثَل نشان داد که این نارضایتی توده‌ها از سنا و اشراف چقدر شبیه به نارضایتی اعضای بدن از معده است، و بدین‌سان توده‌ها را آرام کرد.با این همه، این تشبیه برای لیویوس تازه نبود، بلکه در کتاب گزنفون به‌نام Memorabilia و کتاب سیسرون به‌نام در باب وظایف نیز دیده می‌شود.

### پیامد
پس از این میانجی‌گری، توده‌ها بدین شرط راضی به بازگشت به روم و آشتی با سنا و اشراف شدند که «کلانترهایی مخصوص به خودشان داشته باشند که در موقع اجحاف و زورگویی کنسولان از منافعشان دفاع کنند، و هیچ‌یک از سناتورها مجاز به تصدی این منصب نباشد.» با پذیرش این شرط از سوی سنا و اشراف، دو تن به‌نام‌های گایوس لیکینوس و لوکیوس آلبینوس به‌عنوان تریبون مردم برگزیده شدند. تریبون‌های مردم کلانترهایی بودند که از زمان تأسیس منصبشان تا پایان جمهوری روم در ۲۷ ق.م. همواره حامی منافع توده‌ها در برابر زورگویی اشراف و سنا بودند.

## موقعیت اجتماعی
در باب اینکه او از عوام (پلبی‌ها) بوده یا از اشراف (پاتریسین‌ها) چیزی معلوم و مسلم نیست. تیتوس لیویوس می‌گوید که او چون برخاسته از توده‌ها بوده، محبوبشان بوده‌است، لیکن چنین گفته‌ای منطقی نیست، زیرا او به‌عنوان نمایندهٔ سناتورها با توده‌ها سخن گفت و نیز در سال ۵۰۳ کنسول شده بود، در حالی‌که در اوایل دوران جمهوری تصدی مقام کنسولی تنها مختص‌به اشراف بود.

## مرگ
در ۴۹۳ ق. م، یکسال پس از واقعهٔ بست‌نشینی، مننیوس آگریپا در گذشت. از میراث او چیز چندانی بر جای نمانده بود که بتوان مراسم خاک‌سپاری باشکوهی برایش تدارک دید. پس توده‌ها در تأمین هزینه‌های کفن و دفنش مساهمت کردند. تیتوس لیویوس او را مردی توصیف می‌کند که «در تمام مدت زندگی‌اش به یک اندازه برای توده‌ها و اشراف عزیز بود، و بعد از بست‌نشینی برای توده‌ها عزیزتر هم شد.» او پسری به‌نام تیتوس داشت که در ۴۷۷ ق.م. کنسول شد.

## در هنر و ادبیات
او از شخصیت‌های نمایشنامهٔ کوریولانوس اثر شکسپیر است. در فیلم کوریولانوس (۲۰۱۱) برایان کاکس نقش او را ایفا کرده‌است.